# Horikawaella subacuta
Horikawaella subacuta är en bladmossart som först beskrevs av Theodor Carl Karl Julius Herzog, och fick sitt nu gällande namn av S.Hatt. et Amakawa. Horikawaella subacuta ingår i släktet Horikawaella och familjen Solenostomataceae. Inga underarter finns listade i Catalogue of Life.